# Давыдов, Иван Константинович Мещанин
Иван Константинович Давыдов по прозвищу Мещанин — воевода на службе у русского царя Ивана IV Грозного.
Дворянин из рода Давыдовых-Морозовых — IX колено от Михаила Прушанина. Младший из двоих сыновей Константина Дмитриевича Давыдова-Владыки. Имел брата-тёзку по прозвищу Зубатый, сестру выданную за И. И. Стригина-Слыха и трёх сыновей — Василия, Григория Чудо и Ивана.
В 1549 и в 1546 годах как третий воевода годовал в Смоленске. В 1552 году годовал как второй воевода в Васильсурске. В 1565 году послан третьим воеводой годовать в Юрьев.